# Joseph Anselm Feuerbach
Joseph Anselm Feuerbach (Jena, 9 settembre 1798 – Friburgo in Brisgovia, 8 settembre 1851) è stato un archeologo e filologo classico tedesco.

## Biografia
Studiò storia, filosofia e teologia presso l'Università di Erlangen (dal 1817). Studiò anche filologia e archeologia presso l'Università di Heidelberg (dal 1820). Nel 1825 lavorò come insegnante al ginnasio di Speyer. Nel 1836 fu nominato professore di filologia, e di storia dell'arte presso l'Università di Friburgo.
Il suo lavoro principale si basava sullo studio archeologico di Apollo del Belvedere, dal quale pubblicò anche un'opera intitolata Der vaticanische Apollo. Eine reihe archäologisch-ästhetischer Betrachtungen (1833, seconda edizione 1855). Dopo la sua morte, una raccolta dei suoi scritti furono pubblicati con il titolo Nachgelassene schriften (1853, 4 volumi, a cura di Henriette Feuerbach e Hermann Hettner).

## Famiglia
Feuerbach era il figlio maggiore del giurista Paul Johann Anselm Ritter von Feuerbach e il padre del pittore Anselm Feuerbach.